# Modèle opérationnel
Ne doit pas être confondu avec Mode opératoire.
Le modèle opérationnel (operating model en anglais) ou modèle d’exploitation, modèle de fonctionnement, modèle opératoire est une représentation abstraite de la façon dont une organisation opère à travers des domaines de processus, d'organisation et de technologie afin d'accomplir sa fonction.
Une organisation est un système complexe. Un modèle opérationnel éclate ce système en composants pour améliorer la compréhension et suggérer des possibilités d'amélioration.
Un modèle opérationnel peut décrire la façon dont une organisation fait des affaires aujourd'hui. Alternativement, un modèle fictif peut communiquer la façon dont l'organisation veut transformer son entreprise.
Par opposition, un modèle d'affaires (business model) décrit comment une organisation crée, délivre et capture la valeur et se maintient dans le processus.

## Historique
En décembre 1970, le professeur Bruce R. Scott de Harvard Business School publie une ‘’background note’’ intitulée "Stages of Corporate Development" dans laquelle il présente un modèle des stades de développement des entreprises, fruit de sa recherche en stratégies d’entreprise,. Dans ce document, il a retracé l'évolution d'une entreprise de la "Phase I" avec un seul produit (ou gamme de produits) à la "Phase 3" avec plusieurs secteurs d'activité, des marchés et des canaux. En s’appuyant sur ce travail, Leonard Wrigley et Richard Rumelt ont développé des manières de classification des structures des sociétés et de comparaison de leurs stratégies. Ils ont identifié quatre modèles opérationnels différents :
1. une seule ligne d’affaires où la plupart des revenus provient d'une seule activité ;
2. affaires connexes où la diversification est obtenue en ajoutant des affaires qui complètent l'activité initiale ;
3. une firme diversifiée qui associe entreprises indépendantes comme une compagnie pétrolière et une société des engrais et
4. conglomérats – où la diversification est atteinte sans égard aux effets complémentaires ou synergiques.

## Les catégories
Avec le temps, la nomenclature a évolué, mais les catégories demeurent :
(1) Intégré (integrated) : entreprise unique, qui requiert une stratégie unique pour de l'avantage concurrentiel. Les problèmes sont formulés de manière centralisée et adaptée aux besoins locaux afin d'optimiser l'entreprise. Le succès se mesure en additionnant les chiffres globaux. Les exemples incluent McDonalds et Harley Davidson.
(2) Alliés-Connectés (allied-Related) : chaque affaire ou entreprise peut créer des bénéfices de manière autonome. Les intérêts communs sont mis en œuvre dans l’ensemble des affaires ou entreprises. Certains travaux de soutien peuvent être partagés par l’ensemble des affaires ou entreprises. Les exemples incluent Canon et Procter & Gamble.
(3) Alliés-Non connectés (allied-unrelated) : chaque entreprise a son métier principal pour créer des bénéfices de manière autonome. Les clients peuvent être partagés. Les intérêts communs sont travaillés dans l’ensemble des entreprises. Les capacités qui sont portables à d'autres entreprises sont partagées pour des effets de levier. Les exemples incluent Avery Dennison dont la technologie de sensibilité pression et les technologies auto-adhésifs de base sont utilisées chez Roll Materials, groupe médical qui fabrique des produits médicaux à usages uniques.
(4) Société de portefeuille (holding company) : comprend des entreprises indépendantes, avec des stratégies multiples, liées ou non. Chaque entreprise possède des marques / entreprises autonomes avec des groupes fonctionnels indépendants. Les unités sont liées entre elles que par la propriété. Tyco International est un des exemples.
Voici quelques implications du choix du modèle:
| Modèle:                 | Intégrée                  | Alliées-Connectées       | Alliées-Non connectées       | Holding                                 |
| ----------------------- | ------------------------- | ------------------------ | ---------------------------- | --------------------------------------- |
| Stratégie d’entreprise: | Une                       | Plusieurs                | Plusieurs                    | Plusieurs                               |
| Clients:                | Mêmes                     | Partagés                 | Quelques-uns partagés        | Plusieurs                               |
| Rôle corporatif:        | Allocation des ressources | Définition des protocols | Définition des protocols     | Rapports et analyses financiers globaux |
| Capital Humain:         | Commun                    | Partiellement partagés   | Partiellement partagés       | Indépendants                            |
| Systèmes informatiques: | Commun                    | Commun                   | Quelques-uns, interconnectés | Différents                              |
| Processus d’activation: | Centralisés               | Centralisés              | Quelques-uns centralisés     | Décentralisés                           |

## Architecture d'entreprise et systèmes d'information
Pour les chercheurs du centre de recherche du MIT pour les systèmes d'information (MIT CISR - Center of Information Systems Research), le modèle opérationnel sert de substitut à la stratégie d'entreprise pour définir une orientation stratégique pour les DSI (Directions de Systèmes d'Information).
Une des différences majeures entre la stratégie d'entreprise et le modèle opérationnel est que la première se concentre sur ce qui change, alors que le second se focalise sur les processus métiers stables dans l'entreprise et qui ne feront pas l'objet de changement.
Par ailleurs, la stratégie d'entreprise ne fournit pas une ligne directrice aux directions des systèmes d'information afin de concevoir des systèmes d'information durables et agiles. En effet la stratégie d'entreprise a une durée de vie courte (souvent entre 3 et 5 ans) alors que les systèmes mis en place pour soutenir cette initiative stratégique sont maintenus pendant beaucoup plus longtemps (15 ans et plus).
Les recherches du CISR indiquent que le modèle opérationnel est une composante indispensable pour la mise en œuvre d'une architecture d'entreprise et pour la création de valeur Business grâce aux systèmes d'information.
Le CISR montre qu'un modèle opérationnel est défini par deux caractéristiques : le niveau de standardisation des processus métiers et le niveau d'intégration des processus métiers :
- la standardisation d'un processus métier signifie que son exécution est indépendante de la géographie et de la personne qui l’exécute.
- l'intégration des processus métiers signifie que ces processus partagent les mêmes données. Ils peuvent ainsi soit être intégrés pour former un processus global de bout en bout de l'entreprise, soit partager les informations afin de permettre par exemple une vision 360° du client (vue unique client).

Ces deux caractéristiques des modèles opérationnels ont la particularité d'être compréhensibles et actionnables par les DSI. Les directions des systèmes d'information sont en effet historiquement dans la capacité de construire des systèmes durables en se basant sur ces informations.

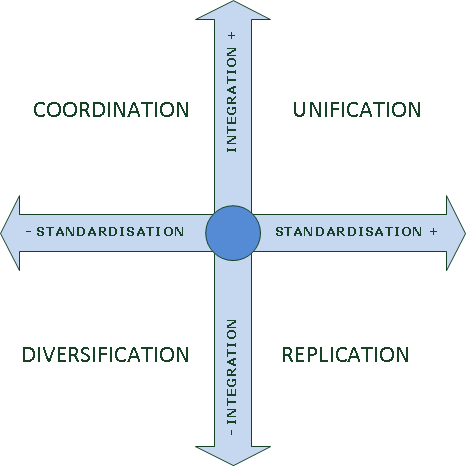
Classification de modèle opérationnel

Sur la base de ces deux dimensions, le CISR a proposé une classification des modèles opérationnels. Ces deux dimensions forment une matrice avec quatre types de modèles opérationnels possibles (cf. figure ci-contre):
- Coordination – faible standardisation des processus, mais forte intégration des processus (à comparer avec les stratégies « Alliées » - où les filiales offrent des produits variés pour les mêmes clients)
- Unification – forte standardisation et forte intégration à la fois (à comparer avec la stratégie « intégrée »)
- Diversification – entreprises nécessitant une faible standardisation et une faible intégration (à comparer avec la stratégie de « société holding »)
- Réplication – forte standardisation mais faible intégration (à comparer avec les franchisés ou les dispositifs répliqués d'une stratégie « intégrée »)

Jeanne W. Ross, Peter Weill et David C. Robertson dans leur ouvrage Enterprise Architecture as Strategy ont étudié en détail les différentes caractéristiques des modèles opérationnels. Ils y décrivent aussi la manière de mise en œuvre de chaque modèle opérationnel. Les modèles opérationnels sont illustrés par des exemples concrets.
En interaction avec leur architecture d'entreprise, le modèle opérationnel informe les niveaux appropriés d'intégration et de standardisation des processus métiers. Il informe les dirigeants informatiques sur la façon dont différents composantes techniques et commerciales devraient être conçues et mises en œuvre :
| Composante                            | Définition | Coordination | Unification | Diversification | Réplication |
| ------------------------------------- | ---------- | ------------ | ----------- | --------------- | ----------- |
| Données clients                       |            | X            | X           |                 |             |
| Données produits                      |            | X            | X           |                 |             |
| Services partagés                     |            | X            | X           | X               | X           |
| Technologies infrastructure           |            | X            | X           | X               |             |
| Technologies portail                  |            | X            |             |                 |             |
| Technologies middleware               |            | X            |             |                 |             |
| Process d’exploitation                |            |              | X           |                 | X           |
| Processes de prise de décision        |            |              | X           |                 |             |
| Systèmes applicatifs                  |            |              | X           |                 |             |
| Technologies des composantes systèmes |            |              |             |                 | X           |

Les modèles de coordination et d'unification bénéficient davantage de vues consolidées des clients et des données à travers l'entreprise que les modèles de diversification et de réplication.

En se basant sur plus de 200 entreprises sondées, ces auteurs déclarent que les entreprises qui utilisaient un modèle opérationnel, avec une fondation d’exécution, se caractérisaient par une plus grande efficacité opérationnelle de 31 % et une plus grande satisfaction de leur clientèle de 33 %. Elles étaient chef de file dans leurs produits (34 %) et elles détenaient une plus grande agilité stratégique de 29%.
Néanmoins, les récentes études du MIT CISR ont montré que la maturité de l'architecture n'est plus corrélée la performance financière des entreprises. 

## Modèles opérationnels standard de l'industrie
- BIAN : Banking Industry Architecture Network, comment opérer une Banque
- eTOM : Enhanced Telecom Operations Map, comment opérer initialement un opérateur de télécommunication mais avec le Business Process Framework cela s'étend à tout "opérateur".
- ITIL : comment opérer un département informatique.